# Sara Rothé

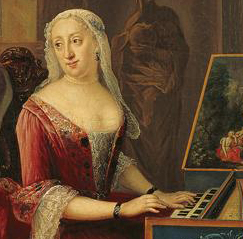
Sara Rothé in einem Ausschnitt aus einem die Familie abbildenden Gemälde von Jurriaan Buttner (1735)

Sara Rothé (* 16. August 1699 in Amsterdam; † 9. September 1751) war eine niederländische Herstellerin von Schaupuppenhäusern.

## Leben
Sara Rothé wurde am 16. August 1699 in Amsterdam geboren. Sie war die Tochter von Christoffel Rothé (1674–1725) und Sara van Ludick (1666–1738). Sie wuchs in Amsterdam auf. Sie hatte eine ältere Schwester und einen jüngeren Bruder, die bereits früh starben, so war sie das einzige Kind im Haus. Als sie 22 Jahre alt war, heiratete sie den wohlhabenden Kaufmann Jacobus Ploos van Amstel (1695–1760). Das Paar wohnte in einem Gebäude mit Kutschenhaus an der Keizersgracht, die Sommermonate verbrachten sie auf ihrem Landsitz „Klein Berkenrode“, etwas oberhalb von Haarlem, an der Spaarne.

## Puppenhäuser

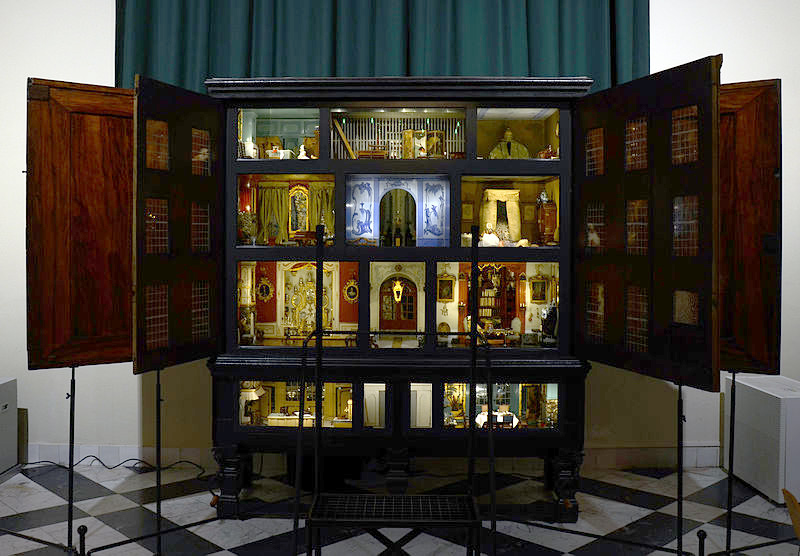
Puppenhaus, Frans Hals Museum

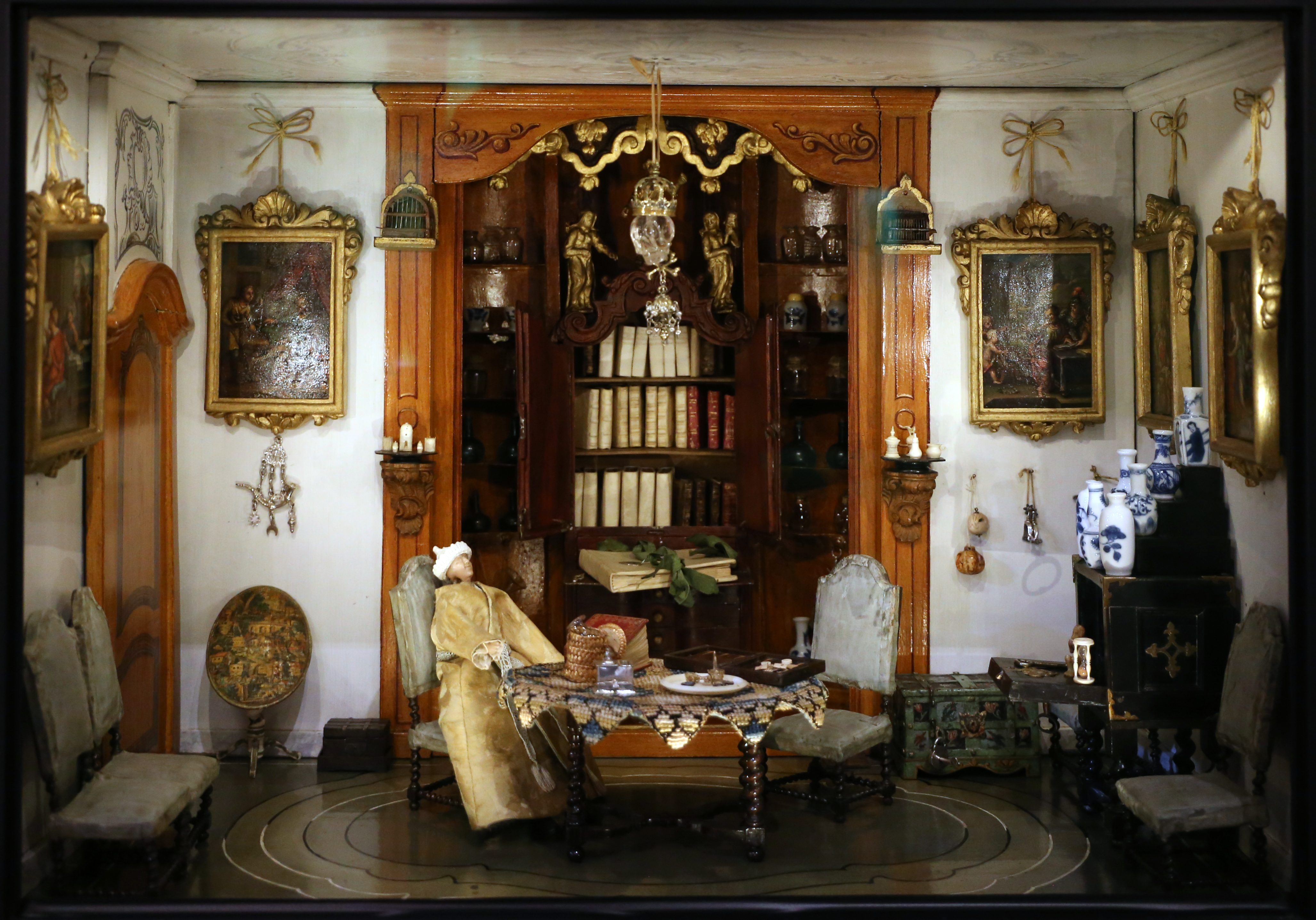
Ein Zimmer im Puppenhaus, Frans Hals Museum

Bei einer Auktion im April 1743 erwarb sie drei Puppenhäuser für mehr als tausend Gulden. Danach begann sie wahrscheinlich mit der Herstellung von Puppenhäusern. Puppenhäuser zu bauen war eine kostspielige Angelegenheit, so war es hauptsächlich ein Hobby wohlhabender Frauen. Für den Bau eines Puppenhauses gab Petronella Oortman zwanzig- bis dreißigtausend Gulden, zumal diese mit allen notwendigen Miniaturgegenständen ausgestattet wurden. Zwei der drei von Sara Rothé gekauften Puppenhäuser stammten von Cornelia van der Gon (1644–1701), obwohl sie am 2. April 1743 im Amsterdamse Courant als „hergestellt unter der Aufsicht und Leitung des Malers David van der Ruimte“ beworben wurden. Zum Zeitpunkt des Kaufes besaß sie bereits eine beträchtliche Menge an sogenannter Puppenware, das waren Miniaturobjekte zur Ausstattung der Puppenhäuser. Vermutlich kaufte sie diese Puppenhäuser, um ihre Sammlung darin unterzubringen. Das erste Puppenhaus, welches auf diese Art um 1744 entstand, war das in einen Schrank aus Wurzelholz eingebaute Puppenhaus, das heute im Haags Gemeentemuseum zu sehen ist.
Über ihre Hersteller und Lieferanten führte Sara Rothé eine Liste, so ist bekannt, von wem die Ausstattungsgegenstände in diesem Puppenhaus stammten. Maler, Klempner, Silberschmiede, Möbelmacher und Elfenbeindrechsler mit mehr oder weniger bekannten Namen waren beteiligt. Dieses Puppenhaus enthält das Entbindungszimmer aus einem Puppenhaus von Cornelia van der Gon.
Ihr zweites erhaltenes Puppenhaus ist heute im Besitz des Frans Hals Museum in Harleem. Es enthält wahrscheinlich hauptsächlich das dritte bei der Auktion erworbene Puppenhaus. Aber auch Teile aus den Van-der-Gon-Häusern wurden übernommen, wie das untere Vorderhaus. In diesem Puppenhaus befindet sich auch ein Arztzimmer, das seit dem 18. Jahrhundert als „Zimmer des Astrologen Ludeman“ bekannt ist. 
Johann Christophorus Ludeman (1683–1757) war ein berühmter Astrologe und Quacksalber, der zusammen mit seiner Freundin Britta Beyer (ca. 1682–1741) Zaubertränke und Salben verkaufte. Der Raum erhielt diesen Namen möglicherweise zur Belustigung derjenigen, die das Puppenhaus besichtigten. So wurden allerlei Geschichten über Ludeman verbreitet, die dann erzählt werden konnten.
Als Sara Rothé mit ihrem Mann und zwei Nichten am 9. September 1751 von Halfweg nach „Klein Berkenrode“ reiste, gingen die Pferde durch und die Kutsche landete im Kanal. Ihr Mann Jacob Ploos van Amstel und die beiden Nichten konnten gerettet werden, Sara Rothé ertrank jedoch. Aufgrund ihres Übergewichts konnten die Retter sie nicht rechtzeitig aus dem Wagen holen.